# Elisabeth Kuznitzky
Elisabeth Kuznitzky, geboren als Elisabeth Augusta Freiin von Liliencron (Straatsburg, 22 januari 1878 – Plötzensee (gevangenis), 30 november 1944) was verzetsstrijdster tegen het Nazi-regime.

## Levensloop
Elisabeth Kuznitzky is getrouwd geweest met de Keulse arts en uroloog Martin Kuznitzky. Zij  was de moeder van Elisabeth Charlotte Gloeden en schoonmoeder van Erich Gloeden. In 1944 hielp zij haar dochter en schoonzoon met het in hun huis laten onderduiken van generaal Fritz Lindemann, die werd gezocht wegens deelname aan het complot van 20 juli 1944 om Adolf Hitler te vermoorden. Er stond een prijs van 500.000 rijksmark op zijn hoofd. Op 3 september 1944 werd Elisabeth Kuznitzky samen met haar dochter en schoonzoon gearresteerd door de Gestapo. Ze werd ondervraagd, gemarteld en voor het Volksgerichtshof onder leiding van Roland Freisler gedaagd. Op 30 november 1944 werd zij terechtgesteld door middel van de guillotine in de gevangenis Plötzensee in Berlijn. Het nazi-regime gaf veel publiciteit aan de rechtszaak en executie. Elisabeth, haar dochter en schoonzoon werden als voorbeeld gesteld om anderen af te schrikken die tegenstanders van het nazi-regime hielpen of zouden willen helpen.
Ter nagedachtenis werden op 4 oktober 2010 drie zogenoemde Stolpersteine gelegd voor het huis aan de Kastanienallee 23 in Berlijn.